# TUV certifikat
TÜV certifikat (mednarodno: TÜV  certificate) je kratica, ki pomeni Techischer Überwachungsverein (Slovensko: Združenje za tehnično spremljanje)

TUV so izhajali iz Nemčije konec 1800-ih v času industrijske revolucije po eksploziji parnega kotla pri pivovarni v Mannheimu leta 1865. To je pripeljalo skupino inženirjev, da so našli prvi Dampfkessel Überwachungsverein (DÜV, Steam Kotlovno inšpekcijsko združenje) in kmalu podobna združenja ustvarjena v nemških mestih (1873). Leta 1877 so izdali prve standarde za gradnjo in vzdrževanje kotlov, ki so postali znani kot »standardi Würzburga«. DUVs so ob inšpekciji prevzeli tudi inšpekcijske službe za druge tehnologije, na primer testiranje električne varnosti in pregled dvigal. Leta 1906 je Veliko vojvodstvo Baden izdalo predpise za inšpekcijski pregled vozil in voznikov, lokalni DÜV pa je dobil to odgovornost. Do leta 1938 je bilo 37 DUVs, reorganizirale in preimenovale v 17 TUV. Leta 1951 je nacionalna ureditev zavezala ljudi, da vsaki dve leti pregledajo svoje avtomobile.   
- Slika:Audi_Le_Mans_quattro,_2003.JPG

Posamezni TUV so sčasoma postali multinacionalne korporacije in so priskrbele storitve industriji, vladam, posameznikom in neprofitnim skupinam. 
V osemdesetih in devetdesetih letih je deregulacija privedla do konkurence v nemški inšpekcijski in certifikacijski industriji , nadaljnja deregulacija pa se je zgodila konec leta 2007. 
V letu 2007 sta se TÜV Nord in TÜV Süd dogovorili za združitev, kar bi ustvarilo podjetje z 18.000 zaposlenimi in prodajo približno 1,8 milijarde evrov; vendar so podjetja v istem letu odklonila združitev, pri čemer so navedle morebitne težave pri integraciji in omejitve, ki bi bile potrebne v skladu s protimonopolnim pravom . Leta 2008 sta se TÜV Süd in TÜV Rheinland dogovorili za združitev, ki bi ustvarila drugo največjo družbo za testiranje na svetu, za SGS S.A .; združeno podjetje bi imelo približno 25.000 zaposlenih in 2,2 milijarde evrov dohodka . Ti načrti so bili opuščeni do avgusta zaradi protimonopolnih vprašanj.
TÜV Nord je imel od leta 2015 na razpolago 10.000 zaposlenih. 
TUV delujejo kot priglašeni organi v Evropi za ureditev medicinskih pripomočkov . Leta 2013 je francosko sodišče odgovorilo TUV Rheinlandu za 1600 žensk, katerih prsni vsadki so se razpočili; implante so izdelali Poly Implants Prothèses in TÜV Rheinland je potrdil proizvodni proces.  TÜV Rheinland je v letu 2015 ustvaril približno 1,88 milijarde evrov prihodkov, več kot polovica pa je ustvarila zunaj Nemčije.